# Viola markgrafii
Viola markgrafii är en violväxtart som beskrevs av Wilhelm Becker. Viola markgrafii ingår i släktet violer, och familjen violväxter. Inga underarter finns listade i Catalogue of Life.